# Анрі Де Паув
Анрі Де Паув (26 лютого 1911) — бельгійський плавець.
Бронзовий призер Олімпійських Ігор 1936 року, учасник 1928, 1948 років.